# Kazalište Ulysses
Kazalište Ulysses (Brijuni) osnovano je 2001. godine i osnovna mu je djelatnost izvođenje dramskih predstava. 

## Povijest
Kazalište Ulysses su osnovali 2001. glumac i redatelj Rade Šerbedžija i dramatičar Borislav Vujčić. Svojim imenom ono je hommage Jamesu Joyceu, književniku čija biografija i djelo svjedoče o nazočnosti na ovom otočju.
Prve predstava Ulyssesa na Brijunima bila je Shakespearov Kralj Lear, a koja se reprizira svih narednih sezona i postaje zaštitni znak ovog kazališta. Godinu dana kasnije izvedena je Euripidova Medeja s Mirom Furlan u naslovnoj ulozi što izaziva veliki medijski interes. 2003. postavljaju predstavu Marat Sade. Play Beckett uprizoren je 2004., a Hamlet 2005. Pandurov Tesla Electric Company bio je na sceni 2006. Čak dvije su predstave izvedene 2007., i to Balade Petrice Kerempuha i Pijana noć 1918., a dvije su bile na repertoaru i godinu kasnije: Kaligula te Romeo i Julija '68, dok je 2009. na programu bio Don Juan u režiji proslavljenog Paola Magellia. Svoju jubilarnu, desetu sezonu, obilježili su postavljanjem Shakespearove Oluje. U prvih deset godina kazališta najviše je predstava režirala Lenka Udovički, a dvije je režirao Tomaž Pandur. 2011. godine postavljena je predstava Cabaret Brecht - Zadrživi uspon Artura Ulija sa sjajnom mlađom glumačkom ekipom koju je predvodio Ozren Grabarić u naslovnoj ulozi. 2012. godine postavljaju Odiseju Gorana Stefanovskog i dramu Pokojnik Branislava Nušića. Te je godine Kazalište Ullysses u pravom smislu postao središte regionalnog kazališnog života, te su u obje predstave igrale najveće zvijezde ovih prostora kao što su Jelisaveta Seka Sablić, Zijah Sokolović, Nikola Ristanovski, Jasna Đuričić, Anita Mančić, te Ozren Grabarić koji je briljirao u naslovnoj ulozi Odiseja. 
Mnogi poznati glumci iz cijele bivše Jugoslavije odigrali su neke od najznačajnijih uloga u svojoj karijeru upravo u ovom kazalištu.  Tako je Rade Šerbedžija odigrao Kralja Leara, Mira Furlan Medeju, Goran Navojec Hamleta, Rakan Rushaidat Don Juana, Zlatko Vitez de Sadea, Pero Kvrgić Luckya, Ivica Vidović Estragona, Nebojša Glogovac osvojio je brojne nagrade za ulogu Pukovnika Vesovića u prestavi Pijana noć 1918, a Maja Posavec za ulogu Ariela u Shakespearovoj Oluji. 2011. godine Ozren Grabarić je zablistao kao Arturo Uli, a samo sezonu kasnije kao Odisej u predstavi Odisej. I sljedeća godina bila je u znaku tog glumca ulogom Lavrentija u predstavi Shakespaere u Kremlju Ive Štivičića.
Neki od glumaca koji su često u ansamblu predstava Kazališta Ulysses su Ksenija Marinković, Nina Violić, Mladen Vasary, Lucija Šerbedžija, Linda Begonja, Maja Posavec, Damir Poljičak i drugi.
Neke predstave kazališta Ulysses gledali su neki od najslavnijih filmskih zvijezda današnjice kao što je Angelina Jolie, Annette Bening, Vanessa Redgrave i mnogi drugi.

## Vanjske poveznice
- Kazalište Ulysses